# هان سون هوا
هان سن هوا (بالكورية: 한선화)‏ (مواليد 6 أكتوبر 1990) هي مغنية وممثلة كورية جنوبية. وعضوة سابقة في فرقة الفتيات الكورية الجنوبية سيكرت. ظهرت لأول مرة على التلفزيون في عام 2004 أثناء مشاركتها في برنامج Superstar Survival على قناة سي بي سي، وفي عام 2009، كانت مشاركة في برنامج متنوع يسمى Invincible Youth. بصرف النظر عن الموسيقى، غامرت أيضًا بالتمثيل وظهرت لأول مرة في دراما 2010، More Charming By The Day. مثلت أيضًا في العديد من الأعمال الدرامية مع أدوار داعمة في Ad Genius Lee Tae-baek، هدية الإله - 14 يومًا، والزواج وليس المواعدة.

## حياتها المبكرة
ولدت هان سن هوا في 6 أكتوبر 1990، في بوسان، كوريا الجنوبية. لديها أخت واحدة أصغر وأخ أصغر (هان سونغ وو عضو فرقة فيكتون) بصفتها الطفلة الكبرى، اعتنت بإخوتها الصغار من خلال طهي الطعام لهم وتعليمهم عندما كان على والديهم العمل. خلال الأزمة المالية في شرق آسيا في عام 1998، كافحت عائلة هان وتذكرت أن حلمها في أن تكون فنانة أصبح خافتًا.
منذ أن كانت صغيرة، كانت هان مهتمة بالفن وكانت تحلم دائمًا بأن تصبح فنانة. أخذت دورات فنية بعد المدرسة في المدرسة الابتدائية وتمكنت من الفوز بالعديد من الجوائز من مختلف المسابقات الفنية. ومع ذلك ، بعد مشاهدة أحد عروض غوون بو آه على التلفزيون، أدركت أن حلمها كان الغناء والرقص.

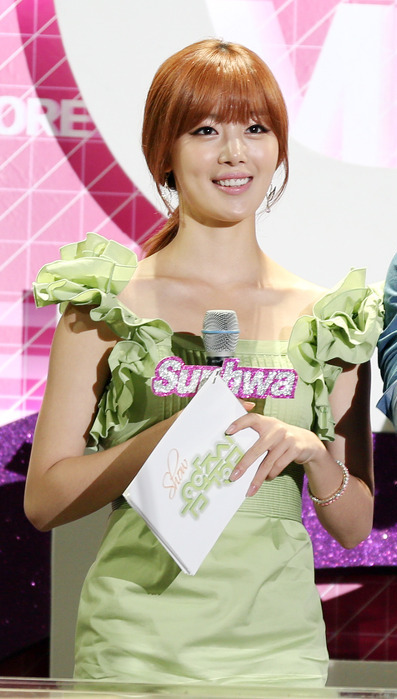
هان تستضيف Music Core في سبتمبر 2012

## الأعمال

### مسلسلات
| السنة | العنوان                                     | الدور                               | مراجع                |
| ----- | ------------------------------------------- | ----------------------------------- | -------------------- |
| 2010  | أكثر سحرًا في اليوم                          | كيم تاي هي                          | [ 6 ]                |
| 2011  | كل حبي                                      | هان صن هوا (دور الكاميو، الحلقة 27) | [ 12 ]               |
| 2013  | عبقري الإعلان لي تاي بايك                   | لي سو ران                           | [ 7 ]                |
| 2014  | هدية الله: 14 يومًا                          | جيني                                | [ 8 ]                |
| 2014  | الزواج وليس المواعدة                        | كانغ سي آه                          | [ 9 ]                |
| 2014  | عشاق كالورد                                 | بايك جانغ مي                        | [ 13 ] [ 14 ]        |
| 2017  | كومة الجليد                                 | هان يونغ سيل / جانغ ها دا           | [ 15 ] [ 16 ] [ 17 ] |
| 2017  | مكتب مشع                                    | ها جي نا                            | [ 18 ] [ 19 ]        |
| 2017  | المدرسة 2017                                | هان سو جي                           | [ 20 ]               |
| 2017  | فتى وفتاة القرن العشرين                     | جونغ دا يونغ (كاميو)                | [ 21 ]               |
| 2018  | زوجي المتعاقد، السيد أوه                    | جانغ اون جو                         | [ 22 ]               |
| 2018  | المُغوي العظيم                               | محامية (دور الكاميو)                | [ 23 ]               |
| 2018  | مرحلة الدراما : Goodbye My Life Insurance " | يون                                 | [ 24 ]               |
| 2019  | أنقذني 2                                    | اذهب إيون آه / اذهب سيدتي           | [ 25 ]               |
| 2020  | متجر صغير سات بيل                           | يو يون جو                           | [ 26 ]               |
| 2021  | تحت جناح السرية                             | يونغ تشوي يون سو                    | [ 27 ]               |
| 2021  | اعمل لاحقا، اشرب الآن                       | هان جي ايون                         | [ 28 ]               |
| 2022  | لماذا اوه سو جاي؟                           | كانغ إيون سيو                       | [ 29 ]               |
| 2024  | رجل العصابات خاصتي لطيف                     | جو أون ها                           | [ 30 ] [ 31 ]        |

## روابط خارجية
- هان سون هوا على موقع IMDb (الإنجليزية)
- هان سون هوا على موقع ميوزك برينز (الإنجليزية)
- هان سون هوا على موقع ديسكوغز (الإنجليزية)
- هان سون هوا على موقع قاعدة بيانات الفيلم (الإنجليزية)
- هان سون هوا على موقع كينوبويسك (الروسية)
- www.keyeast.co.kr/index/artist/profile.asp?art_idx=91
 KeyEast